# بيتر بيكر (أستاذ جامعي)
بيتر بيكر (بالألمانية: Peter Becker)‏ هو عالم كيمياء حيوية ألماني، ولد في 12 سبتمبر 1958 في فرانكفورت في ألمانيا.